# Zasłonak oszroniony

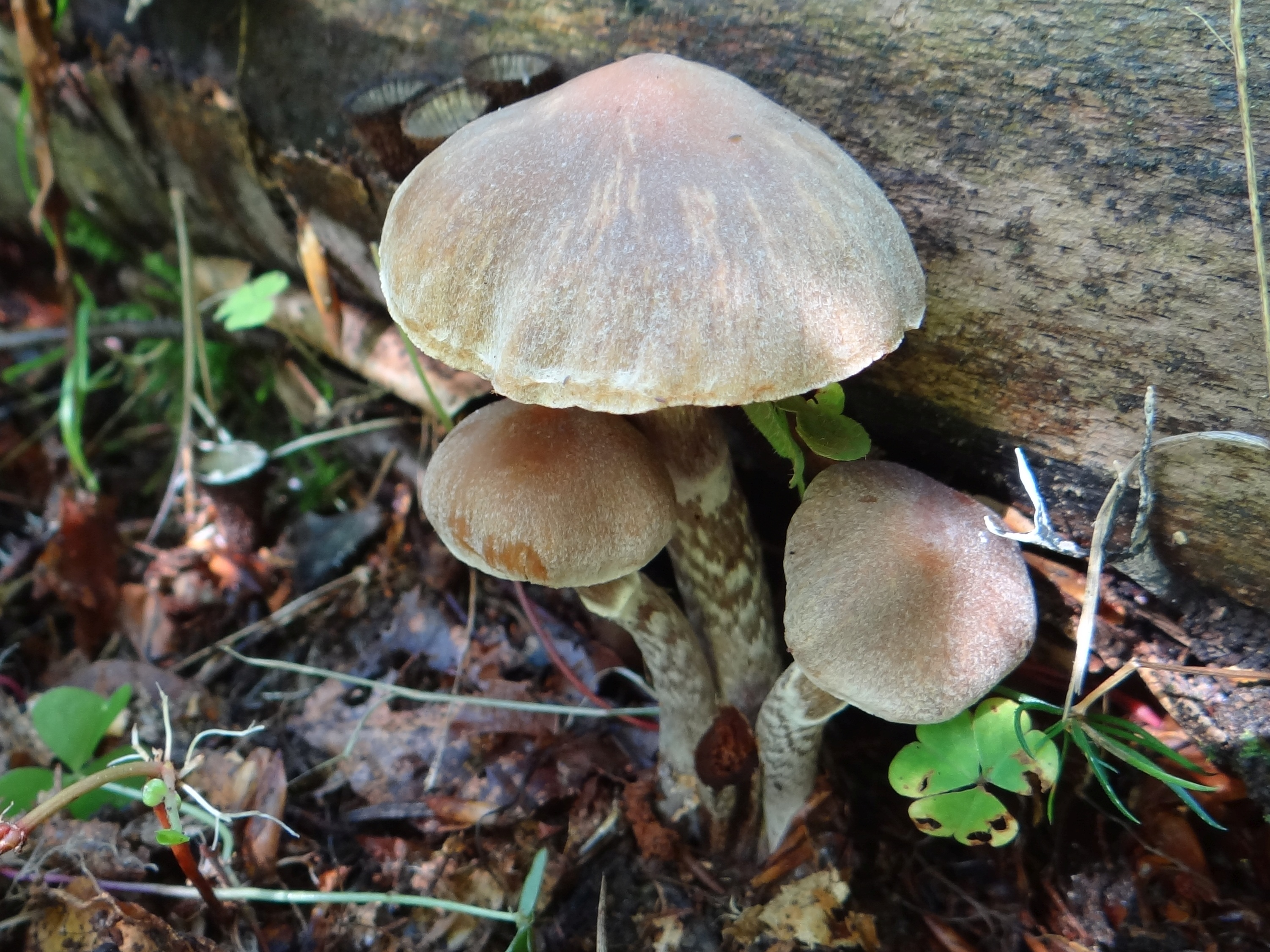

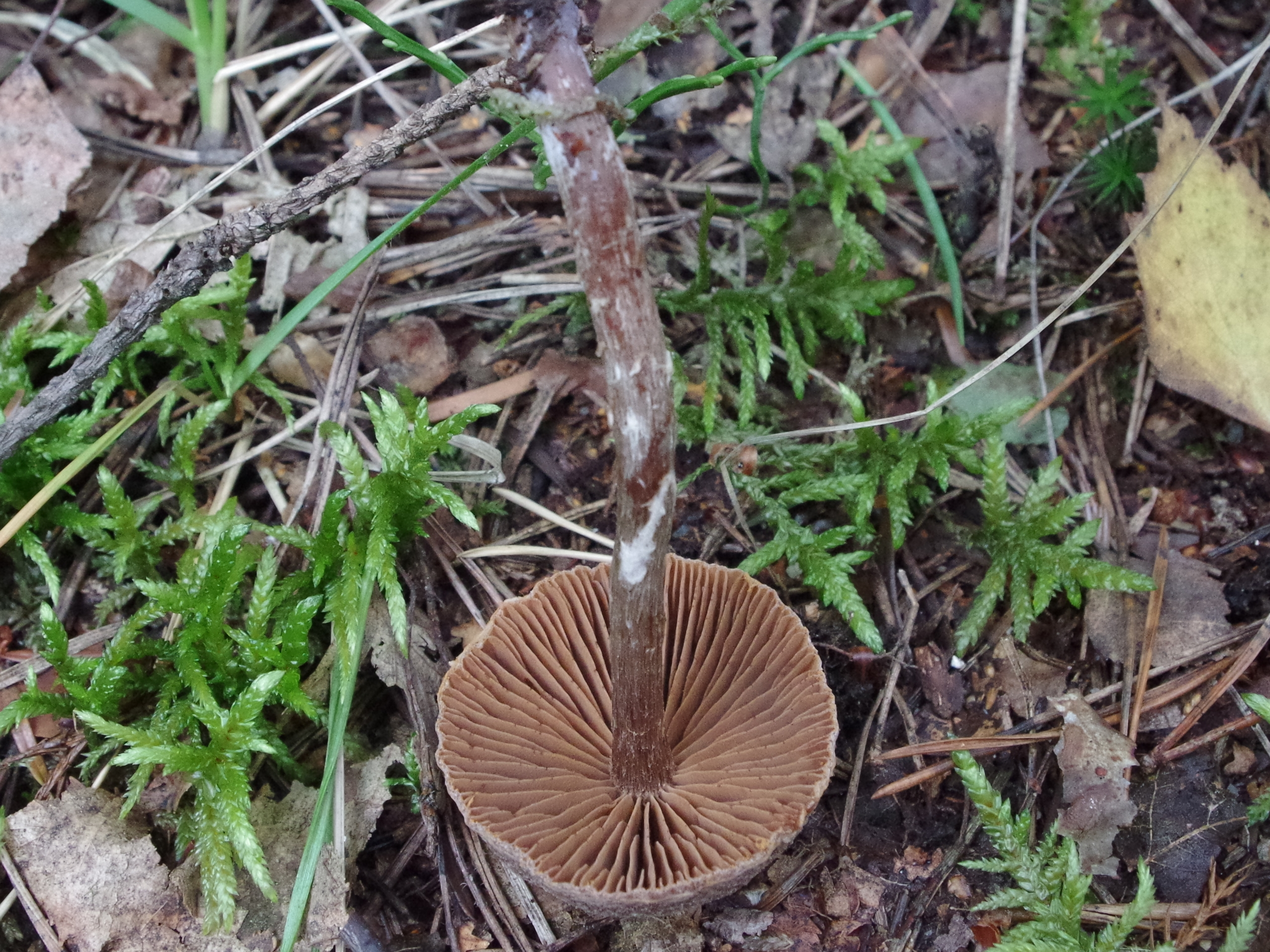

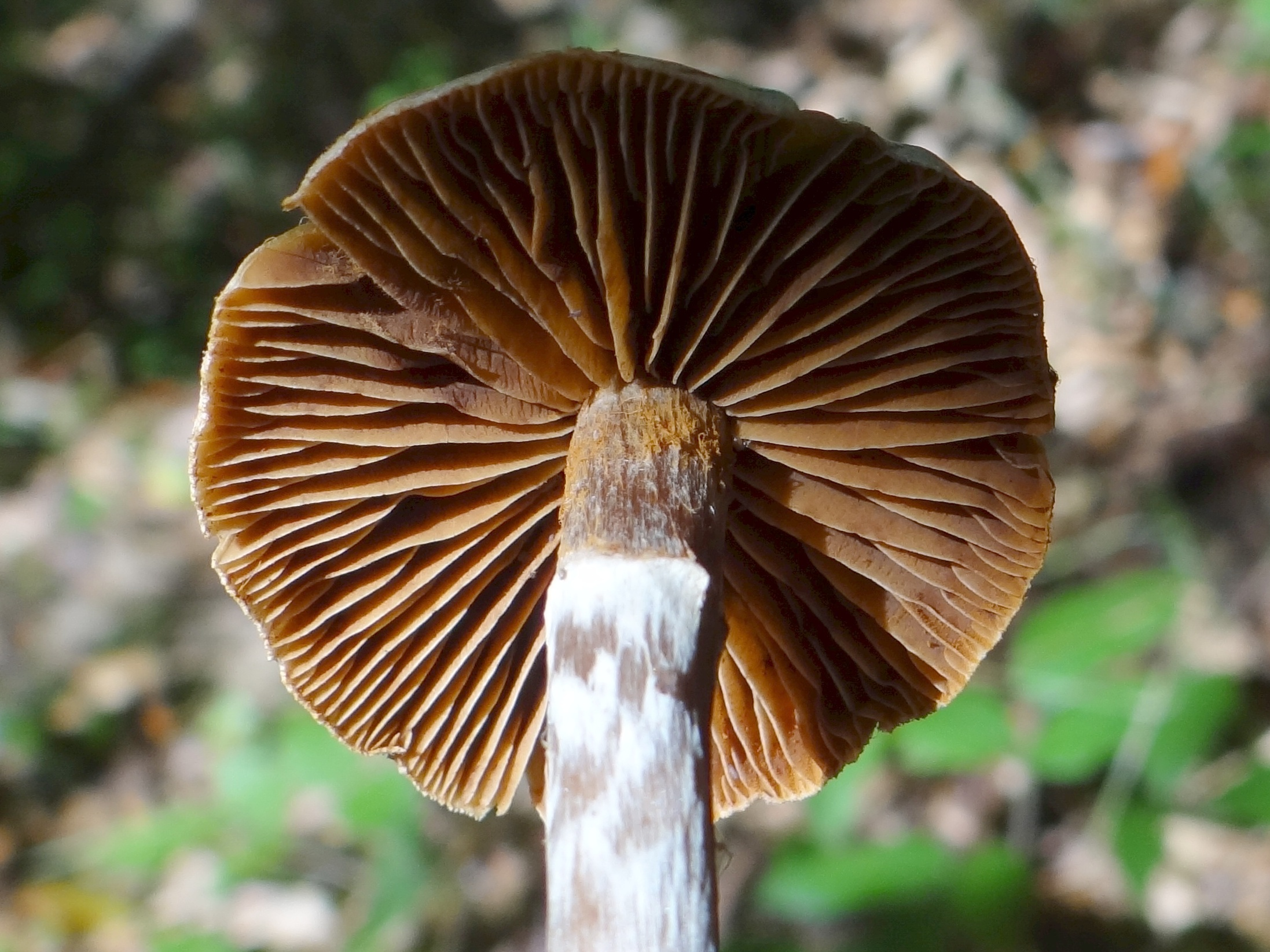

Zasłonak oszroniony, zasłoniak pelargoniowy (Cortinarius hemitrichus (Pers.) Fr.) – gatunek grzybów należący do rodziny zasłonakowatych (Cortinariaceae).

## Systematyka i nazewnictwo
Pozycja w klasyfikacji według Index Fungorum: Cortinarius, Cortinariaceae, Agaricales, Agaricomycetidae, Agaricomycetes, Agaricomycotina, Basidiomycota, Fungi.
Po raz pierwszy takson ten zdiagnozował w 1801 r. Christiaan Hendrik Persoon, nadając mu nazwę Agaricus hemitrichus. Obecną nazwę nadał mu w 1838 r. Elias Fries, przenosząc go do rodzaju Cortinarius.
Niektóre synonimy:
- Cortinarius paleaceus Fr. 1838
- Hydrocybe paleacea (Weinm.) M.M. Moser 1953
- Telamonia hemitricha (Pers.) Wünsche 1877
- Telamonia paludosa Velen. 1921

Nazwę polską podał Andrzej Nespiak w 1981 r. W wyniku późniejszych badań filogenetycznych ustalono, że wcześniej uznawany za odrębny gatunek Cortinarius paleaceus (zsłonak pelargoniowy)jest synonimem gatunku Cortinarius hemitrichus.

## Morfologia
Kapelusz
Średnica 1–4 cm, kształt młodych owocników półkulisty, później łukowaty, w końcu rozpostarty. Posiada ostry lub tępy garb. Brzeg kapelusza jest gładki, ostry i długo zwisają z niego resztki białawej osłony. Powierzchnia młodych owocników jest szarobrązowa i pokryta białawymi włókienkami i łuskami, przez co wygląda jak oszroniona. Później staje się naga i czerwonoochrowa.
Blaszki
Brzuchate, szerokie i szeroko do trzonu przyrośnięte. U młodych owocników są szarofioletowe, u starszych ochrowobrązowe.
Trzon
Wysokość 2–5 cm, grubość 2–5 mm, walcowaty o zgrubiałej podstawie. Jest pełny i sprężysty. Powierzchnia brązowa, początkowo pokryta białymi resztkami zasnówki, później naga.Często występuje na nim strefa pierścieniowa, czasami resztki zasnówki tworzą niby pierścień.
Miąższ
Cienki, barwy ochrowej lub ciemnobrązowej. Ma lekko ziemisty smak i zapach.
Wysyp zarodników
Rdzawobrązowy
Cechy mikroskopowe
Zarodniki jajowate, o barwie od żółtawej do rdzawobrązowej, pokryte drobnymi i bardzo drobnymi brodawkami. Mają rozmiar 4,5–5 μm.
Gatunki podobne
Dzięki charakterystycznym białym włókienkom na kapeluszu młode owocniki są łatwe do odróżnienia od innych gatunków grzybów, odróżnienie starszych jest trudniejsze. Podobny jest zasłonak krętonogi (Cortinarius flexipes), jednak różni się trzonem i ma wyraźny muszkatołowy zapach. Zasłonak łuseczkowaty (Cortinarius pholideus) również ma podobne ubarwienie, ale jego łuseczki nie są białe, lecz brązowe.

## Występowanie i siedlisko
Występuje w Ameryce Północnej i w Europie. W Polsce podano wiele stanowisk. Aktualne stanowiska podaje także internetowy atlas grzybów. Znajduje się w nim na liście gatunków zagrożonych i wartych objęcia ochroną.
Rośnie na ziemi, w lasach liściastych i mieszanych, wśród mchów i traw, głównie pod takimi drzewami, jak: brzoza, sosna i świerk. Owocniki wytwarza od sierpnia do października, niektóre źródła podają, że już od kwietnia.

## Znaczenie
Grzyb niejadalny. Żyje w mykoryzie z drzewami.